# Pesche
Pesche község (comune) Olaszország Molise régiójában, Isernia megyében.

## Fekvése
A megye központi részén fekszik. Határai: Carpinone, Isernia, Miranda és Sessano del Molise.

## Története
A település valószínűleg a normann időkben alakult ki. Hosszú ideig a Monte Cassinó-i apátság birtoka volt, majd a 15. századtól kezdődően különböző nemesi családok birtokolták. A 19. század elején, amikor a Nápolyi Királyságban felszámolták a feudalizmust, előbb Isernia, majd Carpinone része lett. 1937-ben vált önálló községgé.

## Népessége
A népesség számának alakulása:

## Főbb látnivalói
- Santa Maria del Bagno-szentély
- Madonna del Rosario-templom